# Ligne 8 du tramway de Bâle
 (mai 2015).
La ligne 8 du tramway de Bâle est une ligne du tramway de Bâle en Suisse.

## Histoire
En 1912, la ligne 8 est ouverte. 
De 1945 à 1984, la ligne n'existe plus. Seuls quelques-uns des trains gare CFF-Neuweilerstrasse sont numérotés ligne 8.
En 1984, à la suite d'une réorganisation, une ligne 8 est de nouveau ouverte. Celle-ci reprend le trajet de la ligne 18, qui assurait le voyage gare CFF-Schifflände avec la ligne 7. La ligne 8 effectue la trajet : Neuweilerstrasse–Schützenhaus–Markthalle–Bahnhof SBB–Aeschenplatz–Barfüsserplatz–Schifflände–Claraplatz–Messeplatz. En 1994, elle échange  de terminus avec la ligne 14 et a depuis un retournement à Kleinhüningen.

## Les arrêts de la ligne 8 du tramway
La ligne compte 30 stations allant de la station Neuweilerstrasse à Bâle à la station de la ville allemande de Weil am Rhein de Weil Bahnhof.

Plan de la ligne.

|   |   |   |   |   | Stations                  | Lat/Long                        | Communes desservies | Correspondances                     |
| - | - | - | - | - | ------------------------- | ------------------------------- | ------------------- | ----------------------------------- |
|   |   | ■ |   |   | Neuweilerstrasse          | 47° 32′ 44,2″ N, 7° 33′ 25,9″ E | Bâle                |                                     |
|   |   | • |   |   | Im langen Loh             | 47° 32′ 46,2″ N, 7° 33′ 34,9″ E | Bâle                |                                     |
|   |   | • |   |   | Neubad                    | 47° 32′ 48,8″ N, 7° 33′ 53,5″ E | Bâle                |                                     |
|   |   | • |   |   | Laupenring                | 47° 32′ 53,2″ N, 7° 34′ 04,2″ E | Bâle                |                                     |
|   |   | • |   |   | Bernerring                | 47° 32′ 56,6″ N, 7° 34′ 11″ E   | Bâle                |                                     |
|   |   | • |   |   | Bundesplatz               | 47° 33′ 04,8″ N, 7° 34′ 28,7″ E | Bâle                |                                     |
|   |   | • |   |   | Schützenhaus              | 47° 33′ 10,7″ N, 7° 34′ 36,4″ E | Bâle                | 1                                   |
|   |   | • |   |   | Zoo Bachletten            | 47° 33′ 03″ N, 7° 34′ 49,9″ E   | Bâle                | 1                                   |
|   |   | • |   |   | Markthalle                | 47° 32′ 56,1″ N, 7° 35′ 09,7″ E | Bâle                | 1 2 E11 16                          |
|   |   | • |   |   | Bahnhof SBB/SNCF          | 47° 32′ 53,9″ N, 7° 35′ 25,2″ E | Bâle                | 1 2 10 11 S1 S3 S6 - grandes lignes |
|   |   | • |   |   | Aeschenplatz              | 47° 33′ 04,3″ N, 7° 35′ 41″ E   | Bâle                | 3 10 11 E11 14 15                   |
|   |   | • |   |   | Bankverein                | 47° 33′ 11,7″ N, 7° 35′ 33,4″ E | Bâle                | 1 2 3 10 11 E11 14 15               |
|   |   | • |   |   | Barfüsserplatz            | 47° 33′ 16,6″ N, 7° 35′ 20,7″ E | Bâle                | 3 6 11 14 15 16 17                  |
|   |   | • |   |   | Marktplatz                | 47° 33′ 29,5″ N, 7° 35′ 15″ E   | Bâle                | 6 11 14 15 16 17                    |
|   |   | • |   |   | Schifflände               | 47° 33′ 34,5″ N, 7° 35′ 14,9″ E | Bâle                | 6 11 14 15 16 17 BPG                |
|   |   | • |   |   | Rheingasse                | 47° 33′ 39,6″ N, 7° 35′ 29,8″ E | Bâle                | 6 14 15 16 17                       |
|   |   | • |   |   | Claraplatz                | 47° 33′ 42,9″ N, 7° 35′ 35″ E   | Bâle                | 6 14 15 16 17                       |
|   |   | • |   |   | Kaserne                   | 47° 33′ 49,3″ N, 7° 35′ 29,7″ E | Bâle                | 17                                  |
|   |   | • |   |   | Feldbergstrasse           | 47° 33′ 58,6″ N, 7° 35′ 27,6″ E | Bâle                | 17                                  |
|   |   | • |   |   | Bläsiring                 | 47° 34′ 07″ N, 7° 35′ 25,5″ E   | Bâle                | 17                                  |
|   |   | • |   |   | Dreirosenbrücke           | 47° 34′ 14,5″ N, 7° 35′ 24,6″ E | Bâle                | 1 14 17 21                          |
|   |   | • |   |   | Ciba                      | 47° 34′ 24,6″ N, 7° 35′ 25″ E   | Bâle                | 17                                  |
| ⇃ |   |   | • |   | Inselstrasse              | 47° 34′ 39,6″ N, 7° 35′ 23,1″ E | Bâle                |                                     |
|   | • |   |   | ↾ | Wiesenplatz               | 47° 34′ 38,6″ N, 7° 35′ 30″ E   | Bâle                | 17                                  |
|   |   | • |   |   | Kleinhüningen             | 47° 34′ 52″ N, 7° 35′ 32,5″ E   | Bâle                |                                     |
|   |   | • |   |   | Kleinhüningeranlage [+]   | 47° 35′ 02,2″ N, 7° 35′ 37,8″ E | Bâle                |                                     |
|   |   | • |   |   | Zoll Weil-Friedlingen [+] | 47° 35′ 20,8″ N, 7° 35′ 35,2″ E | Bâle                |                                     |
|   |   | • |   |   | Rhein Center [+]          | 47° 35′ 27,4″ N, 7° 35′ 38,6″ E | Weil am Rhein       |                                     |
|   |   | • |   |   | Riedlistraße [+]          | 47° 35′ 24,7″ N, 7° 36′ 01,5″ E | Weil am Rhein       |                                     |
|   |   | ■ |   |   | Weil Bahnhof [+]          | 47° 35′ 34,9″ N, 7° 36′ 29,2″ E | Weil am Rhein       | S5                                  |

Les stations suivies d'un [+] ont été mises en service en 2014.

## Extension
La ligne 8 est étendue en Juillet 2014 vers la gare de Weil am Rhein. Les 2,8 km de long coûtent, y compris deux nouveaux ponts, 104 millions de francs suisses. Au début de 2008, les bailleurs de fonds sont convenus que 77 % seront pris en charge par le gouvernement suisse et le canton de Bâle-Ville. Le reste est financé en partie par le BVB, le Land de Bade-Wurtemberg et la ville de Weil am Rhein.
La fréquence vers Weil am Rhein est de 15 minutes. Cette extension connait un fort succès due aux magasins allemands.  